# صبري القاضي
الصاغ محمد صبري مامون القاضي
- ضابط من الضباط الأحرار
- ظل عضو مجلس الشعب أكثر من 30عام عن دائرة المحمودية
- رئيس لجنة الاقتراحات والشكاوى مجلس الشعب المصري
- رئيس العلاقات الخارجية مجلس الشعب المصري والشئون العربية
- محافظ سابق ل كفر الشيخ
- محافظ سابق ل بني سويف
- عضو في المجالس القومية المخصصة